# 프랑스의 코뮌 목록
이 문서에서는 데파르트망과 함께 수록된 프랑스의 코뮌 목록에 대해 다룬다.

## 프랑스 본토

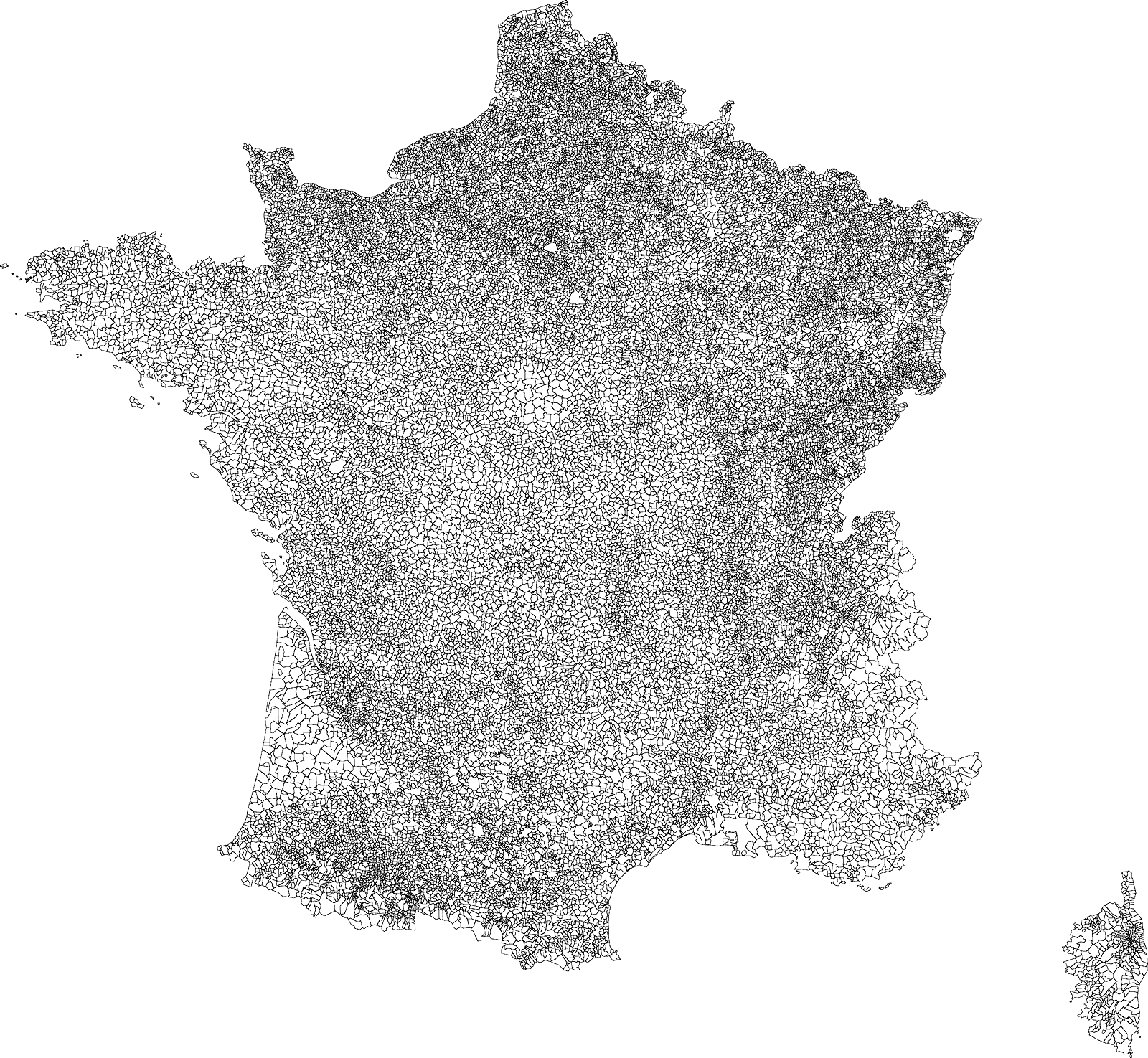
프랑스의 코뮌 지도.

| #   | 데파르트망           | 코뮌 목록                        |
| --- | -------------------- | -------------------------------- |
| 01  | 앵주                 | 앵주의 코뮌 목록                 |
| 02  | 엔주                 | 엔주의 코뮌 목록                 |
| 03  | 알리에주             | 알리에주의 코뮌 목록             |
| 04  | 알프드오트프로방스주 | 알프드오트프로방스주의 코뮌 목록 |
| 05  | 오트잘프주           | 오트잘프주의 코뮌 목록           |
| 06  | 알프마리팀주         | 알프마리팀주의 코뮌 목록         |
| 07  | 아르데슈주           | 아르데슈주의 코뮌 목록           |
| 08  | 아르덴주             | 아르덴주의 코뮌 목록             |
| 09  | 아리에주주           | 아리에주주의 코뮌 목록           |
| 10  | 오브주               | 오브주의 코뮌 목록               |
| 11  | 오드주               | 오드주의 코뮌 목록               |
| 12  | 아베롱주             | 아베롱주의 코뮌 목록             |
| 13  | 부슈뒤론주           | 부슈뒤론주의 코뮌 목록           |
| 14  | 칼바도스주           | 칼바도스주의 코뮌 목록           |
| 15  | 캉탈주               | 캉탈주의 코뮌 목록               |
| 16  | 샤랑트주             | 샤랑트주의 코뮌 목록             |
| 17  | 샤랑트마리팀주       | 샤랑트마리팀주의 코뮌 목록       |
| 18  | 셰르주               | 셰르주의 코뮌 목록               |
| 19  | 코레즈주             | 코레즈주의 코뮌 목록             |
| 2A  | 코르스뒤쉬드주       | 코르스뒤쉬드주의 코뮌 목록       |
| 2B  | 오트코르스주         | 오트코르스주의 코뮌 목록         |
| 21  | 코트도르주           | 코트도르주의 코뮌 목록           |
| 22  | 코트다르모르주       | 코트다르모르주의 코뮌 목록       |
| 23  | 크뢰즈주             | 크뢰즈주의 코뮌 목록             |
| 24  | 도르도뉴주           | 도르도뉴주의 코뮌 목록           |
| 25  | 두주                 | 두주의 코뮌 목록                 |
| 26  | 드롬주               | 드롬주의 코뮌 목록               |
| 27  | 외르주               | 외르주의 코뮌 목록               |
| 28  | 외르에루아르주       | 외르에루아르주의 코뮌 목록       |
| 29  | 피니스테르주         | 피니스테르주의 코뮌 목록         |
| 30  | 가르주               | 가르주의 코뮌 목록               |
| 31  | 오트가론주           | 오트가론주의 코뮌 목록           |
| 32  | 제르주               | 제르주의 코뮌 목록               |
| 33  | 지롱드주             | 지롱드주의 코뮌 목록             |
| 34  | 에로주               | 에로주의 코뮌 목록               |
| 35  | 일에빌렌주           | 일에빌렌주의 코뮌 목록           |
| 36  | 앵드르주             | 앵드르주의 코뮌 목록             |
| 37  | 앵드르에루아르주     | 앵드르에루아르주의 코뮌 목록     |
| 38  | 이제르주             | 이제르주의 코뮌 목록             |
| 39  | 쥐라주               | 쥐라주의 코뮌 목록               |
| 40  | 랑드주               | 랑드주의 코뮌 목록               |
| 41  | 루아르에셰르주       | 루아르에셰르주의 코뮌 목록       |
| 42  | 루아르주             | 루아르주의 코뮌 목록             |
| 43  | 오트루아르주         | 오트루아르주의 코뮌 목록         |
| 44  | 루아르아틀랑티크주   | 루아르아틀랑티크주의 코뮌 목록   |
| 45  | 루아레주             | 루아레주의 코뮌 목록             |
| 46  | 로트주               | 로트주의 코뮌 목록               |
| 47  | 로트에가론주         | 로트에가론주의 코뮌 목록         |
| 48  | 로제르주             | 로제르주의 코뮌 목록             |
| 49  | 멘에루아르주         | 멘에루아르주의 코뮌 목록         |
| 50  | 망슈주               | 망슈주의 코뮌 목록               |
| 51  | 마른주               | 마른주의 코뮌 목록               |
| 52  | 오트마른주           | 오트마른주의 코뮌 목록           |
| 53  | 마옌주               | 마옌주의 코뮌 목록               |
| 54  | 뫼르트에모젤주       | 뫼르트에모젤주의 코뮌 목록       |
| 55  | 뫼즈주               | 뫼즈주의 코뮌 목록               |
| 56  | 모르비앙주           | 모르비앙주의 코뮌 목록           |
| 57  | 모젤주               | 모젤주의 코뮌 목록               |
| 58  | 니에브르주           | 니에브르주의 코뮌 목록           |
| 59  | 노르주               | 노르주의 코뮌 목록               |
| 60  | 우아즈주             | 우아즈주의 코뮌 목록             |
| 61  | 오른주               | 오른주의 코뮌 목록               |
| 62  | 파드칼레주           | 파드칼레주의 코뮌 목록           |
| 63  | 퓌드돔주             | 퓌드돔주의 코뮌 목록             |
| 64  | 피레네자틀랑티크주   | 피레네자틀랑티크주의 코뮌 목록   |
| 65  | 오트피레네주         | 오트피레네주의 코뮌 목록         |
| 66  | 피레네조리앙탈주     | 피레네조리앙탈주의 코뮌 목록     |
| 67  | 바랭주               | 바랭주의 코뮌 목록               |
| 68  | 오랭주               | 오랭주의 코뮌 목록               |
| 69  | 론주                 | 론주의 코뮌 목록                 |
| 69M | 리옹 광역시          | 리옹 광역시의 코뮌 목록          |
| 70  | 오트손주             | 오트손주의 코뮌 목록             |
| 71  | 손에루아르주         | 손에루아르주의 코뮌 목록         |
| 72  | 사르트주             | 사르트주의 코뮌 목록             |
| 73  | 사부아주             | 사부아주의 코뮌 목록             |
| 74  | 오트사부아주         | 오트사부아주의 코뮌 목록         |
| 75  | 파리시               |                                  |
| 76  | 센마리팀주           | 센마리팀주의 코뮌 목록           |
| 77  | 센에마른주           | 센에마른주의 코뮌 목록           |
| 78  | 이블린주             | 이블린주의 코뮌 목록             |
| 79  | 되세브르주           | 되세브르주의 코뮌 목록           |
| 80  | 솜주                 | 솜주의 코뮌 목록                 |
| 81  | 타른주               | 타른주의 코뮌 목록               |
| 82  | 타른에가론주         | 타른에가론주의 코뮌 목록         |
| 83  | 바르주               | 바르주의 코뮌 목록               |
| 84  | 보클뤼즈주           | 보클뤼즈주의 코뮌 목록           |
| 85  | 방데주               | 방데주의 코뮌 목록               |
| 86  | 비엔주               | 비엔주의 코뮌 목록               |
| 87  | 오트비엔주           | 오트비엔주의 코뮌 목록           |
| 88  | 보주주               | 보주주의 코뮌 목록               |
| 89  | 욘주                 | 욘주의 코뮌 목록                 |
| 90  | 테리투아르드벨포르주 | 테리투아르드벨포르주의 코뮌 목록 |
| 91  | 에손주               | 에손주의 코뮌 목록               |
| 92  | 오드센주             | 오드센주의 코뮌 목록             |
| 93  | 센생드니주           | 센생드니주의 코뮌 목록           |
| 94  | 발드마른주           | 발드마른주의 코뮌 목록           |
| 95  | 발두아즈주           | 발두아즈주의 코뮌 목록           |

## 프랑스의 해외 영토
해외 레지옹 (département d'outre-mer, 줄여서 DOM):
| #   | 데파르트망      | 코뮌 목록                   |
| --- | --------------- | --------------------------- |
| 971 | 과들루프        | 과들루프의 코뮌 목록        |
| 972 | 마르티니크      | 마르티니크의 코뮌 목록      |
| 973 | 프랑스령 기아나 | 프랑스령 기아나의 코뮌 목록 |
| 974 | 레위니옹        | 레위니옹의 코뮌 목록        |
| 975 | 마요트          | 마요트의 코뮌 목록          |

해외 공동체 (collectivité d'outre-mer, 줄여서 COM):
| #   | 이름                | 코뮌 목록                       |
| --- | ------------------- | ------------------------------- |
| 976 | 생피에르 미클롱     | 분류:생피에르 미클롱의 코뮌     |
| 987 | 프랑스령 폴리네시아 | 프랑스령 폴리네시아의 행정 구역 |
| 988 | 누벨칼레도니        | 누벨칼레도니의 행정 구역        |

## 같이 보기
- 프랑스의 행정구역
- 인구순 프랑스의 코뮌 목록 (2006년)
- 인구순 프랑스의 코뮌 목록 (1999년)
- 프랑스의 코뮌 목록 (2008년 기준) 보관됨 2019-07-10 - 웨이백 머신